# 李合豐
李合豐（1959年2月13日—1988年10月26日），臺灣屏東縣潮州鎮人，消防員、中華民國陸軍退役中尉，在新店溪青潭堰救一對母子而殉身，於當地立有銅像紀念。

## 生平

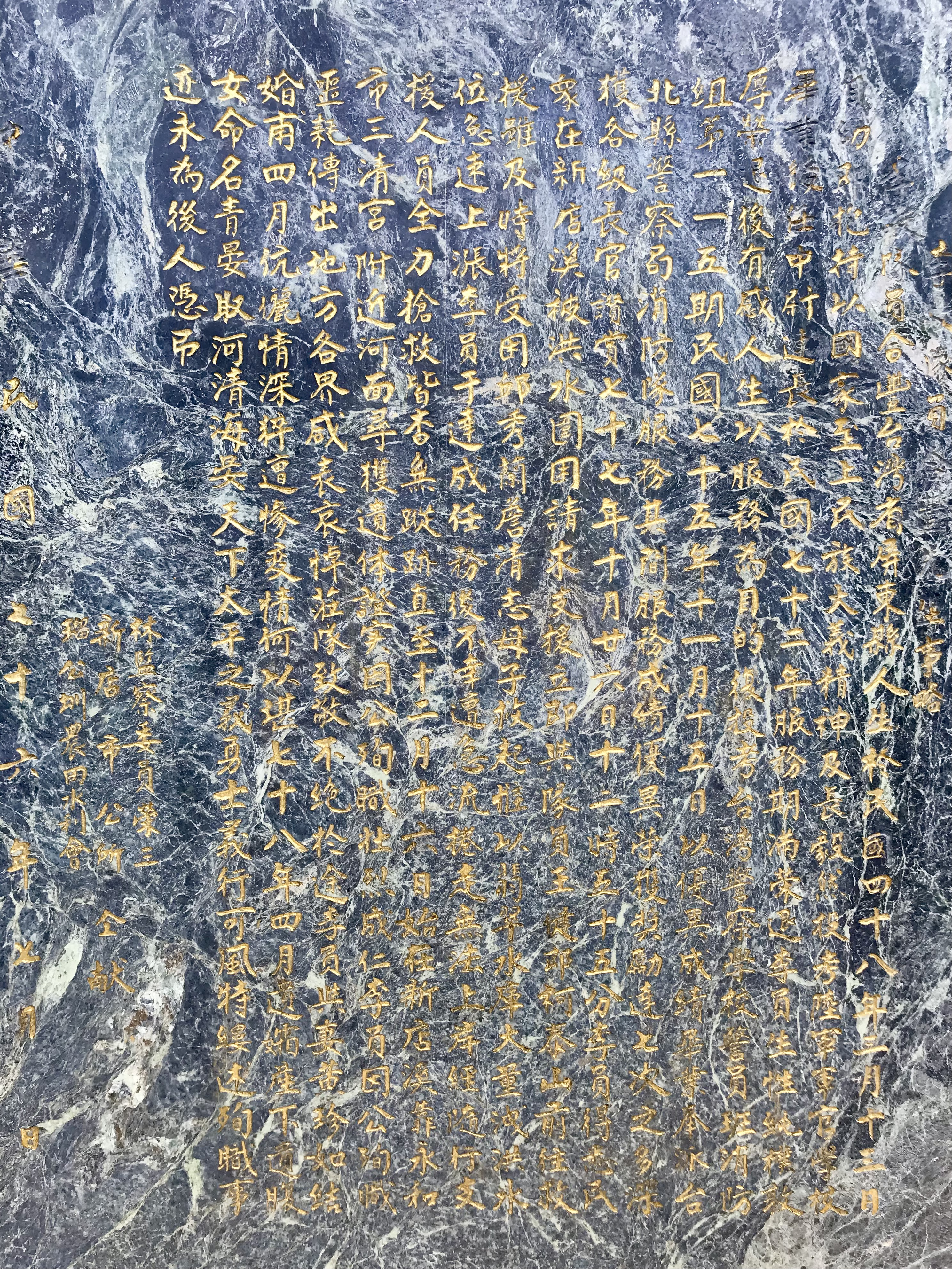
生卒傳略

李合豐為臺灣屏東縣潮州鎮人，陸軍中尉連長退伍後考取臺灣警察專科學校115期消防組，1986年11月分發臺北縣警察局消防警察大隊八里分隊。警專畢業不久，認識在工廠工作的黃珍如。後，他因工作表現優異，善於救溺，1988年4月調到新店消防分隊，6月中旬與二十五歲的黃珍如結婚。
1988年10月25日晚，北宜山區開始下豪雨。26日，邱秀蘭和詹清志母子與鄰居冒雨至新店客運修車廠後方的新店溪及支流銀河溪匯流處抓蝦。中午近1點，南勢溪山洪暴發，每秒可高達八百立方公尺，致新店溪水暴漲，母子兩人受困在巨石上，走避得快的抓蝦人趕緊向新店消防分隊請求救援。新店消防分隊分隊長洪良建指派消防隊員李合豐、王健郎和柯泰山趕往現場。王健郎攜帶救生器材躍入溪水中，游向邱姓母子並架起浮標及繩索，柯泰山在岸上支援，李合豐負責在來回協助受困者。由於邱姓母子不敢過溪，李合豐先背著詹童游回岸上，再游向巨石協助邱婦走上岸時突然出現漩渦，李合豐被山洪沖走，享年卅歲。

## 身後
同年12月16日李合豐遺體才在新店溪永和段畔三清宮尋獲，被追封為小隊長，2000年入祀淡水忠烈祠。由監察委員林榮三連同瑠公圳農田水利會、新店市公所在新店新烏路豎立銅像紀念，新店消防分隊會每年至銅像前祭祀。事發地為新店溪青潭堰，該地還有陳金龍銅像。同樣於新店救人、且是消防、立有銅像則是張再添。新店溪救人犧牲而立有銅像的尚有李再春。
喪偶的黃珍如搬至樹林鎮與母親同住，在當時的台北縣警察局長黃丁燦安排下進到板橋警分局行政組任職雇員，未滿足歲的遺腹女李青晏則交由母親照顧。
2006年5月3日，銅像附近路基新店溪水掏空，路面崩塌到李合豐銅像前五公尺停止。後，公路總局趁修復坍塌路段之便，整理銅像附近環境，修整草坪取代芒草堆。2007年報導時，邱秀蘭表示曾經想過要前往李合豐遺眷致意，但和家人商量過後，實不知要怎麼面對，遂從未和對方聯繫。黃珍如則希望兩家人可會面，一起到丈夫銅像前上香。